# International League of Antiquarian Booksellers
International League of Antiquarian Booksellers, förkortat ILAB eller ibland ILAB/LILA, är den internationella samarbetsorganisationen för ett 20-tal nationella branschorganisationer för antikvariatsbokhandlare. Cirka 1 600 enskilda bokhandlare i 39 länder är medlemmar i ILAB.
ILAB bildades 1948 i Köpenhamn. Året innan hade representanter från Danmark, Frankrike, Storbritannien, Nederländerna och Sverige mötts i Amsterdam för att diskutera samarbetsorganisationens skapande. ILABs motto, Amor librorum nos unit (latin för "Kärleken till böckerna förenar oss"), etablerades 1953.  
En av föreningens viktigaste uppgifter är att upprätthålla etiska riktlinjer som alla medlemmar ska följa. Föreningen driver även en sökmotor för försäljning av antikvariska böcker på sin webbplats. ILAB delar även ut ett pris vart fjärde år, Breslauer Prize for Bibliography, som instiftades 1962.
Den svenska medlemsorganisationen i ILAB är Svenska Antikvariatföreningen.